# Ruben Melogno
Ruben Melogno (Montevideo, 6 de enero de 1946-Madrid, 27 de marzo de 2020) fue un vocalista y dibujante uruguayo.

## Biografía
Formó parte de los grupos Opus Alfa y Ovni 87. Se hizo famoso como cantante de la banda uruguaya de rock Psiglo. En 1973 graban su primer álbum, Ideación. La ilustración de portada, con los rostros de los integrantes entrelazados, fue creación de Melogno.
En 1974, se traslada a Argentina junto con el resto de integrantes de la banda Psiglo y graban el segundo disco del grupo que llevó por nombre "Psiglo II". 
En 1975 se radicó en España junto con los integrantes de Psiglo Jorge García Banegas (teclista), César Rechac, Hermes Calabria (batería) y Charlie Oviedo (bajo). 
En la década de los ochenta funda en Madrid el primer conservatorio de música rock (Rockservatorio) junto a su compañero del grupo Psiglo Hermes Calabria. Con los profesores del Rockservatorio, llegó a publicar en 1988 un disco que llevó por título "Con cierto secreto". En 1991 vuelve a grabar un disco con Psiglo, en el que también participan sus compañeros Jorge García Banegas y César Rechac, aunque el disco no vería la luz hasta la primera década del siglo XXI. A principios de los años 2000 funda el grupo Genético junto a Hermes Calabria y los hijos de Ambos, Adrián Melogno y Marcelo Calabria, formación con la que grabaron algunos temas nuevos y volvieron a llevar la música de Psiglo a su Uruguay natal.  [cita requerida]
En 2018 participó en los festejos por los veinte años de La Triple Nelson en el Teatro Solís. Con el grupo Genético grabaron un videoclip homenaje a La Triple Nelson con el tema "Cielo todo gris".  
Tras cuatro décadas residiendo en España, falleció como consecuencia de la pandemia de COVID-19.

## Discografía
- Ideación - 1973
- Psiglo II - 1974
- Psiglo III - 1991